# كيم دو وان
كيم دو وان (بالإنجليزية: Kim Do-wan)‏ (من مواليد 8 مارس 1995) هو ممثل كوري جنوبي، عرف بأدواره في صندوق الرمل (2020)، شريكي في السكن جوميهو (2021)، الزفاف مستحيل .

## فيلموغرافيا

### أفلام
| سنة  | الإسم                                           | الدور                    |
| ---- | ----------------------------------------------- | ------------------------ |
| 2018 | الجبن في الفخ (بالإنجليزية: Cheese in the Trap)‏ | طالب المدرسة الثانوية #2 |
| 2018 | بارك هوا يونغ (بالإنجليزية: Park Hwa-young)‏     | سانج سيك                 |

### مسلسلات تلفزيونية
| عنوان | عنوان                      | الدور                       | ملاحظة           | الدور  |
| ----- | -------------------------- | --------------------------- | ---------------- | ------ |
| 2018  | إغراء                      | يو جو-هوان                  |                  | [ 4 ]  |
| 2018  | اثنتي عشرة ليلة            | يون تشان                    |                  | [ 5 ]  |
| 2019  | في الثامنة عشرة            | تشو سانغ-هون                |                  | [ 6 ]  |
| 2019  | "فهم الرقص الاجتماعي"      | هان سانغ-جي                 |                  | [ 7 ]  |
| 2020  | كيفية شراء صديق            | كوك سانغ-بيل                |                  | [ 8 ]  |
| 2020  | انها تعرف كل شيء           | سيو تاي-هوا                 |                  | [ 9 ]  |
| 2020  | صندوق الرمل                | كيم يونغ-سان                |                  | [ 10 ] |
| 2021  | زميلتي في الغرفة هي جوميهو | دو جاي-جين                  |                  | [ 11 ] |
| 2022  | الفم الكبير                | باوك تشانغ-هو وجار جو مي هو | كاميو (الحلقة 2) | [ 12 ] |
| 2024  | الزفاف المستحيل            | لي دو-هان                   |                  | [ 13 ] |

### مسلسلات ويب
| عام  | عنوان                  | الدور          | Ref.   |
| ---- | ---------------------- | -------------- | ------ |
| 2017 | سبعة عشر               | ج جي اون وو    | [ 14 ] |
| 2017 | سبعة عشر: اصدار خاص    | ج جي اون وو    |        |
| 2017 | اصفر                   | نام جي-هوون    | [ 2 ]  |
| 2018 | رد: قائمة التشغيل      | جي اون وو      |        |
| 2022 | لم أبذل قصارى جهدي بعد | هان جو-هيوك    | [ 15 ] |
| 2023 | دوونا!                 | جوو جيونغ-هوون | [ 16 ] |

## روابط خارجية
كيم دو وان على موقع IMDb (الإنجليزية)